# Чиндо (остров)
Чиндо́ (кор. 진도?, 珍島?) — третий по площади после Чеджудо и Коджедо остров в Республике Корея, вместе с группой более мелких островов образует уезд Чиндо. Расположен в провинции Чолла-Намдо, у юго-западной оконечности Корейского полуострова. Отделён от материка проливом Мённян, через который перекинут вантовый мост.

## История
Остров известен с доисторических времён, когда был заселён; в 1001 году он получил своё нынешнее название. Во время Монгольского вторжения в Корею 1231—1270 годов служил убежищем для восставших против династии Корё. Тем не менее, в 1271 году был захвачен монголами, все его селения были уничтожены. Возвращавшиеся после монгольского нашествия жители острова также страдали от набегов японских вокоу. В течение XIV века остров оставался практически незаселённым.
16 сентября 1597 года во время Имдинской войны корейский адмирал Ли Сунсин одержал победу в битве при Мённян: имея в распоряжении 13 пханоксонов и около 200 воинов, в проливе Мённян он нанёс поражение японскому флоту, состоявшему из 133 военных судов и 200 кораблей поддержки. Эта победа стала возможной благодаря умелому руководству и хитрости адмирала в сочетании с отличным знанием особенностей характера местных морских вод, отличающихся волнением и частыми водоворотами.
Благодаря отдалённости от материка остров Чиндо полностью сохранил свою самобытную культуру и фольклорное искусство, яркими представителями которого являются пхансори — жанр музыкального повествования, исполняемого певцом или певицей в сопровождении барабана; канкансуллэ — традиционная игра корейских девушек, проводимая в период праздника урожая Чхусок, сопровождающаяся песнями и плясками; чиндо ариран — народная песня, популярная среди местных жителей и исполняемая под аккомпанемент корейских традиционных инструментов.

## Достопримечательности

### Мост Чиндодэгё
Мост Чиндодэгё через пролив Мённян, соединяющий остров с материком, представляет собой двойной мост, состоящий из двух мостов-близнецов схожего дизайна. Его строительство происходило в два этапа. Первый мост был пущен в эксплуатацию 18 октября 1984 года и имел главный пролёт длиной 344 м и два боковых пролёта по 70 м. Общая длина составила 484 м, ширина — 11,7 м. На момент открытия это был самый длинный и самый узкий подвесной мост в мире. Двухсотметровая часть под мостом открыта для навигации судов, не превышающих 20 метров.
Возросший местный трафик вынудил правительство построить в 2005 году второй мост такой же длины, но шириной 12,5 м. По первому транспорт движется по направлению к острову, по второму — к материковой части. Подсветка мостов-близнецов в тёмное время суток привлекает к себе особое внимание, находящийся у моста парк отдыха ежегодно посещают около 2,6 миллионов корейских и иностранных туристов.

### Корейский чиндо

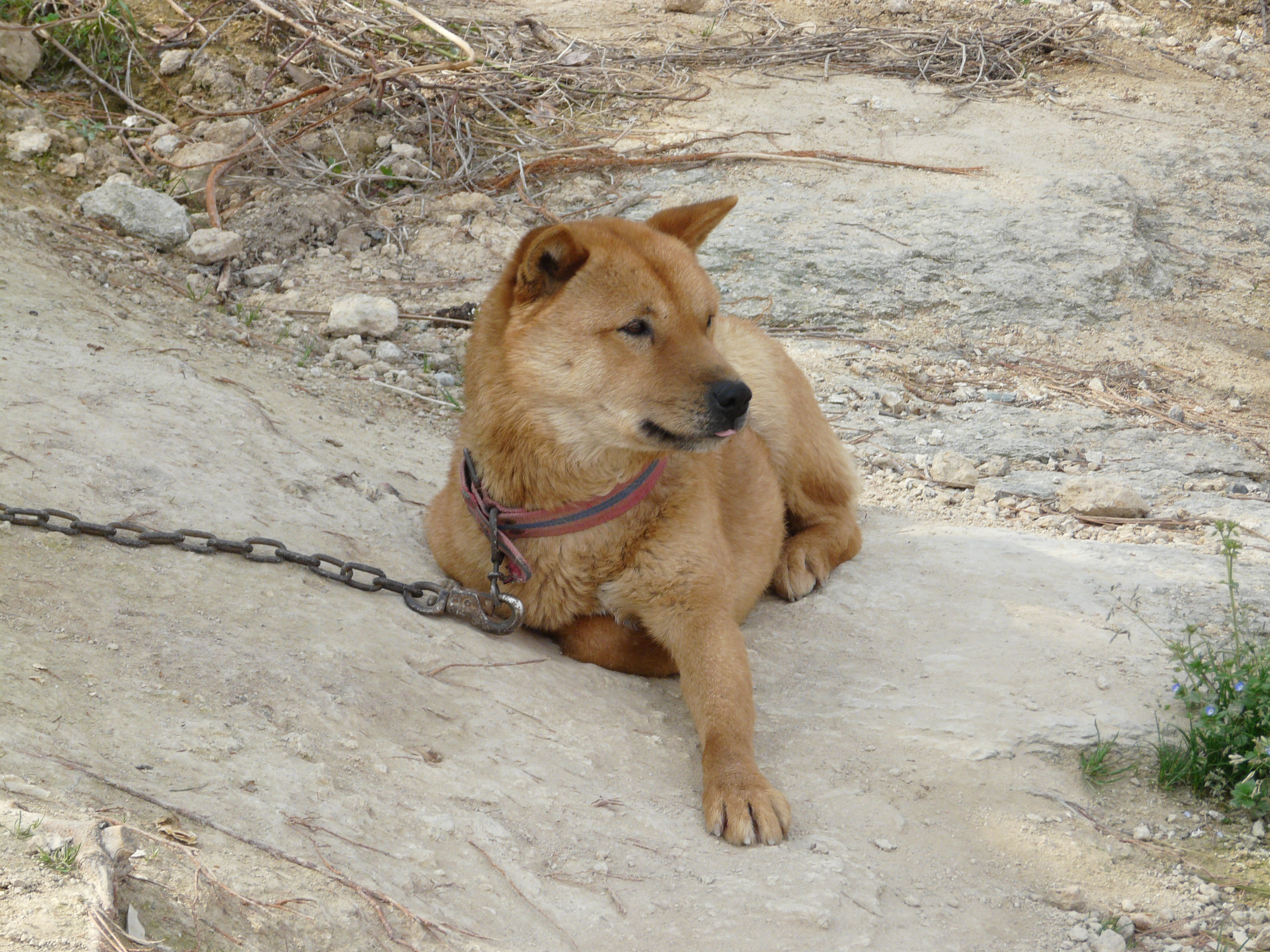

Остров Чиндо является родиной корейского чиндо или чиндоккэ — породы охотничьих собак, занесённой в список национальных достояний Кореи под № 53. В 1950-е годы порода находилась на грани исчезновения; в 1962 году правительство Южной Кореи объявило её национальным достоянием; позже был принят закон, обеспечивающий её охрану.
В 1995 году порода была признана Международной кинологической федерацией на предварительной основе, а в 2005 году — на постоянной. В 1999 году на острове был создан центр собаководства Чиндоккэ, координирующий профессиональную селекцию и изучение корейского чиндо.
Два раза в год группа специалистов под руководством ветеринара посещает населённые пункты, в которых разводят этих собак, чтобы сделать прививки и определить соответствие стандартам. Отвечающему всем требованиямям животному вживляют в шею микрочип, содержащий информацию о его владельцах и родителях.
Известно множество историй, говорящих о высокой преданности собак этой породы. Так, одна собака чиндоккэ была продана новому хозяину, живущему в городе Тэджоне, но вскоре сбежала и, преодолев расстояние в 300 км, вернулась домой.

### «Моисеево чудо»

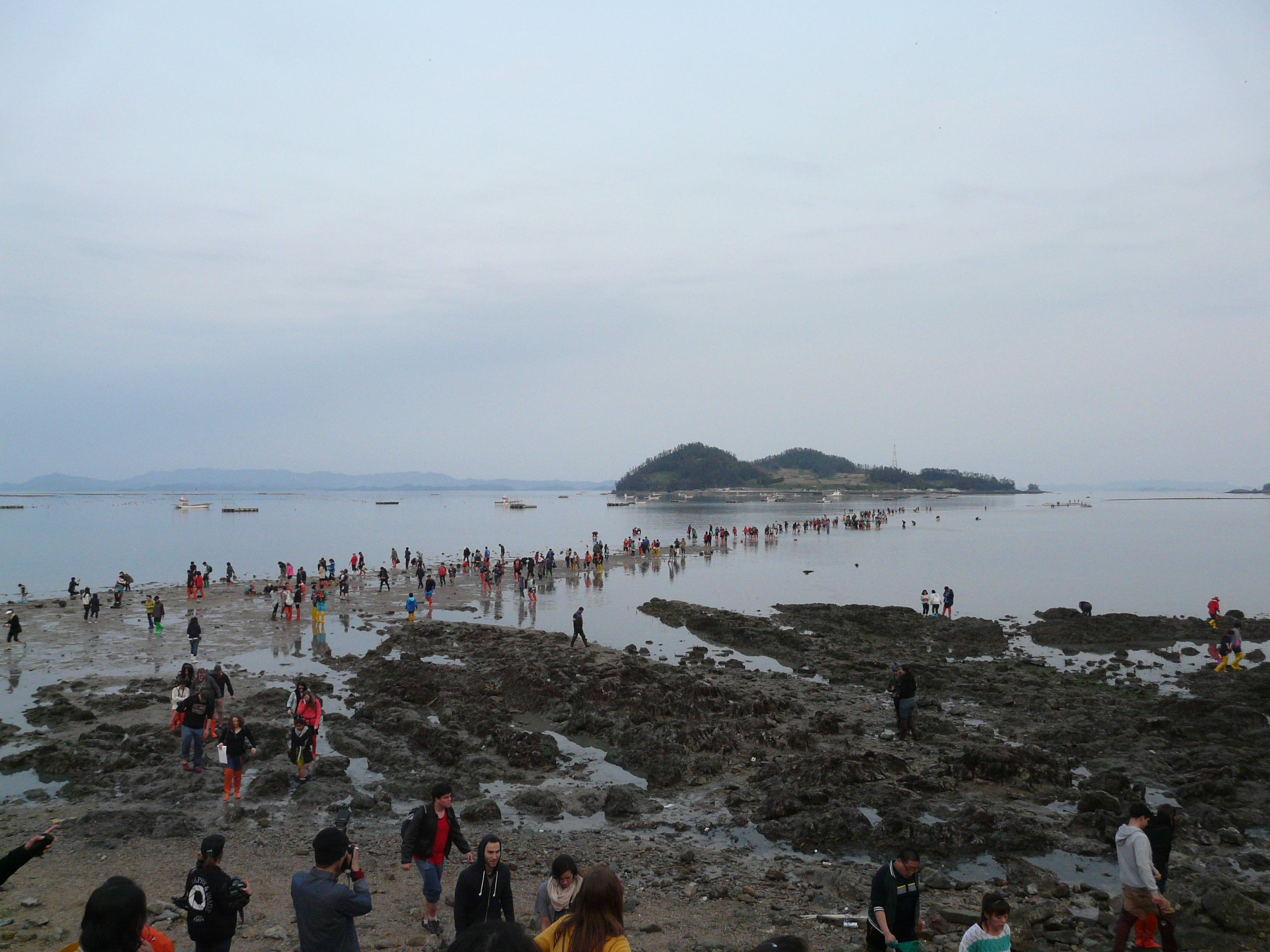

Дважды в год возле острова происходит необычное природное явление, напоминающее библейскую историю, в которой воды Красного моря расступились перед Моисеем: между районами Когун-мён Хведон-ни и Ыйсин-мён Модо-ри «расступается» морская вода и на один час открывается дорога шириной около 40 м и протяжённостью 2,8 км, соединяющая острова Чиндо и Модо. Причиной появления узкой полоски суши являются особенно мощные приливно-отливные течения, и иногда, когда Луна, Солнце и Земля выстраиваются в одну линию, усиливая силу тяготения друг друга, сизигийный прилив вызывает зеркальной силы отлив, в результате чего обнажается подводный песчаный мост между островами.
Согласно легенде, в давние времена обитавшие на острове Чиндо тигры вынудили местных жителей перебраться на ближайший остров Модо. Осталась лишь старушка Пон, которая стала молить о помощи Морского Дракона. Явившись во сне, царь Дракон сказал женщине о радуге, которая появилась на следующий день вслед за расступившимися водами, и беспокоящиеся о старушке родные и другие жители деревни смогли вернуться обратно. Статуя молящейся женщины и тигра на побережье острова Чиндо служит напоминанием об этой легенде.
Этому явлению посвящён фестиваль «Дорога по морю», который проводят местные жители, устраивая разнообразные мероприятия.

### Мастерская Уллимсанбан
На острове, в западном регионе гор Чхомчхальсан, неподалёку от буддийского храма «двух долин» Ссагеса, находится художественная мастерская Уллимсанбан, в которой в последние годы жизни жил и творил представитель южной школы китайской пейзажной живописи Намчжонхва — корейский художник Хо Рён (1808—1893). После смерти своего учителя он оставил столицу, где рисовал картины королевских покоев, вернулся на родину и обустроил мастерскую. Возросшую популярность она получила после того, как стала местом съёмок кинофильма «Скрываемый скандал» (2003), в котором приняли участие актёры Чон До Ён и Пэ Ёнджун.

### Смотровая площадка
На западном побережье острова Чиндо находится смотровая площадка Себаннакчо. С неё открывается вид морского архипелага Тадохэ, особенно преображающегося в часы заката, за что площадка получила своё название Себаннакчо, «накчо» в переводе с корейского языка означает «лучи заходящего солнца».